# La materia del tiempo
La materia del tiempo (en inglés, The Matter of Time) es una instalación de siete esculturas monumentales realizadas en acero corten, un acero patinable, por el escultor estadounidense, Richard Serra. Un encargo expreso del Museo Guggenheim Bilbao, forma parte de la colección permanente y propia del museo.
En 2005, se instaló la serie de siete esculturas, junto con Serpiente (Snake), la escultura realizada anteriormente por el artista para la inauguración del museo.

## Componentes
La instalación consiste en las siguientes piezas, en orden de proximidad a la entrada a la sala:
- 1. Torsión espiral (cerrada abierta cerrada abierta cerrada) (Torqued Spiral (Closed Open Closed Open Closed)), de cinco planchas de acero patinable (2003–04);
- 2. Torsión elíptica (Torqued Ellipse), de dos planchas de acero patinable (2003–04);
- 3. Torsión elíptica doble (Double Torqued Ellipse), de cinco planchas de acero patinable (2003–04);
- 4. Serpiente (Snake), de tres planchas de acero patinable (1994–97);
- 5. Torsión espiral (derecha izquierda) (Torqued Spiral (Right Left)) de cinco planchas de acero patinable (2003–04);
- 6. Torsión espiral (izquierda abierta derecha cerrada) (Torqued Spiral (Open Left Closed Right), de siete planchas de acero patinable (2003–04);
- 7. Entre el toro y la esfera (Between the Torus and the Sphere), de ocho planchas de acero patinable (2003–05);
- 8. Punto ciego invertido (Blind Spot Reversed), de seis planchas de acero patinable (2003–05).